# Leo Cavalcanti
Leo Cavalcanti (São Paulo, 1984) é um cantor, compositor, multi-instrumentista e arranjador brasileiro.

## Biografia
Leo descobriu a música quando era criança, ao ouvir discos de flamenco, Michael Jackson, Jackson do Pandeiro e os Beatles. Aos 13 anos, começou a compor músicas e a tocar pandeiro. Também foi nessa idade que começou a tocar profissionalmente, participando de shows do pai, Péricles Cavalcanti.
Aos 14 anos ingressou como percussionista na banda de música infantil do selo Palavra Cantada de Paulo Tatit e Sandra Perez. Aos 16, criou sua primeira banda, Xanduzinha, fazendo uma homenagem à música de Jackson do Pandeiro e Luiz Gonzaga. A Xanduzinha fez muitos shows em casas do então existente “circuito de forró universitário” paulistano.
Em 2004 teve sua primeira canção gravada, Tudo Sendo Lindo, por Péricles Cavalcanti, no álbum “Blues 55”. Em 2007, estreou o primeiro show solo na casa de shows Grazie a Dio!, em São Paulo. Leo apresentou-se também na Virada Cultural Paulista e no Projeto Prata da Casa, do SESC Pompeia, em maio de 2008.
Leo também promoveu a direção musical, o treinamento vocal e instrumental, e fez as composições do espetáculo “Pedrinho Brasilândia”. O espetáculo teve a participação de 100 adolescentes no elenco, para o projeto Fábricas de Cultura, da Secretaria Estadual de Cultura - com apoio da Secretaria Municipal de Educação e do BID, apresentado nos dias 22, 23 e 24 de novembro de 2008 no CEU PAZ.
Em 2009, ganhou o prêmio de primeiro lugar no "Festival da 3ª Semana da Canção Brasileira" em São Luis do Paraitinga, como melhor compositor. Também apresentou-se na "Virada Cultural" de 2009.
No ano seguinte, em 2010 lançou o álbum Religar pela YB Music/DeleDela/Estúdio Traquitana.
Já em 2014 lançou seu segundo disco solo, Despertador.
E em 2015, Leo fez uma participação na canção "Algum Lugar", do cantor e baterista Martin, colaboração que entrou para o EP Quando Um Não Quer....

## Discografia
| Ano  | Título      |
| ---- | ----------- |
| 2010 | Religar     |
| 2014 | Despertador |